# غاريث ديفيز (أستاذ جامعي)
غاريث ديفيز (بالإنجليزية: Gareth Alban Davies)‏ (و. 1926 – 2009 م) هو أستاذ جامعي، وشاعر، ومترجم من المملكة المتحدة، وويلز، والمملكة المتحدة لبريطانيا العظمى وأيرلندا، توفي في آبريستويث، عن عمر يناهز 83 عاماً.

## التعليم
تعلم في كلية الملكة ‏.